# Sa'ad Al Houti
Sa'ad Al Houti (arabe : سعد الحوطي) (né le 24 mai 1954 au Koweït) est un footballeur international koweïtien, qui évoluait au poste de milieu de terrain.

## Biographie

### Carrière en sélection
Avec l'équipe du Koweït, il joue 27 matchs entre 1977 et 1982. 
Il figure dans le groupe des sélectionnés lors de la coupe du monde de 1982. Lors du mondial, il joue trois matchs : contre la Tchécoslovaquie, la France et enfin l'Angleterre.
Il participe également aux JO de 1980, où son équipe atteint le stade des quarts de finale.

## Palmarès
Koweït SC
- Championnat du Koweït (2) :
  - Champion : 1976-77 et 1978-79.
  - Vice-champion : 1984-85.

- Coupe du Koweït (5) :
  - Vainqueur : 1975-76, 1976-77, 1977-78, 1979-80 et 1984-85.